# 卡马雷尼利亚
卡马雷尼利亚，是西班牙卡斯蒂利亚-拉曼恰托莱多省的一个市镇。总面积24平方公里，总人口521人（2001年），人口密度22人/平方公里。